# Herman Ferdinandus Maria Münninghoff
Herman Ferdinandus Maria Münninghoff OFM (* 30. November 1921 in Woerden; † 7. Februar 2018 in Wijchen) war ein niederländischer Ordensgeistlicher und römisch-katholischer Bischof von Jayapura (Indonesien).

## Leben
Herman Münninghoff besuchte die Hogereburgerschool. 1940 legte er das eindexamen (die Abschlussprüfung) ab und begann danach die Ausbildung zum Notar. In der Zeit der deutschen Besetzung der Niederlande tauchte er unter, um nicht zum Arbeitseinsatz in Deutschland eingezogen zu werden. Er fand Unterschlupf im Priesterseminar der Franziskaner in Megen, mit der Auflage, sich wie ein Seminarist zu verhalten. „So entkam ich der deutschen Polizei, doch nicht Gottes Netz“, schrieb Herman Münninghoff rückblickend und augenzwinkernd in einer autobiographischen Notiz. Schließlich trat er der Ordensgemeinschaft der Franziskaner bei und empfing am 15. März 1953 die Priesterweihe.
Papst Paul VI. ernannte ihn am 6. Mai 1972 zum Bischof von Jayapura, das im indonesischen Teil von Neuguinea liegt. Der Erzbischof von Semarang Justinus Kardinal Darmojuwono spendete ihm am 10. September desselben Jahres die Bischofsweihe; Mitkonsekratoren waren Herman Tillemans MSC, Erzbischof von Merauke, und  Alphonsus Augustus Sowada OSC, Bischof von Agats.
Am 29. August 1997 nahm Papst Johannes Paul II. seinen altersbedingten Rücktritt an. Münninghoff starb im Februar 2018 an den Folgen eines Krebsleidens.